# سانی دنسر
سانی دنسر (انگلیسی: Sunny Dancer) یک فیلم کمدی در حال تولید به کارگردانی جرج ژاک و با بازی بلا رمزی، روبی استوکس و لوئیس پارتریج است.

## خلاصه داستان
سه نوجوان که در حال گذراندن دوران بهبودی از سرطان هستند، در تابستانی در اردوگاهی به نام «کودکان آزاد می‌دوند» با یکدیگر ملاقات می‌کنند.

## بازیگران
- بلا رمزی
- روبی استوکس
- لوئیس پارتریج
- جیمز نورتون
- نیل پاتریک هریس
- جسیکا گانینگ

## تولید
کن پیتری تهیه‌کنندگی فیلم را از طریق کمپانی ۲۷ تن و در همکاری با جرج ژاک و شرکت او آتنئوم پروداکشنز بر عهده دارد. ژاک فیلم‌نامه را با در نظر داشتن روبی استوکس برای یکی از نقش‌های اصلی نوشته است. او در مصاحبه‌ای گفته که با وجود آنکه شخصیت‌های اصلی در مرحله بهبودی از سرطان هستند، «حتی یک صحنه بیمارستانی هم در فیلم وجود ندارد» و هدفش این بوده که «فیلمی بسازد که در آن، سرطان کم‌اهمیت‌ترین ویژگی شخصیت‌ها باشد؛ آن‌ها مهارت‌ها و زندگی خاص خود را دارند، چون هنوز نوجوان‌اند».
علاوه بر استوکس، لوئیس پارتریج و بلا رمزی نیز در سال ۲۰۲۴ به پروژه پیوستند. جیمز نورتون، نیل پاتریک هریس و جسیکا گانینگ نیز در فوریه ۲۰۲۵ به جمع بازیگران اضافه شدند.

## فیلم‌برداری
تصویربرداری اصلی از آوریل ۲۰۲۵ در اسکاتلند آغاز شد.